# Concilio de París (361)
El primer Concilio de París se celebró en 361, bajo la presidencia del obispo Hilario de Poitiers, que condenó el arrianismo y a sus defensores.

## Descripción
Ese año, Juliano el Apóstata se convirtió oficialmente en emperador romano y devolvió a las Iglesias cristianas toda su libertad religiosa, sin distinción de dogmas. Los obispos exiliados regresaron a casa. Hilario de Poitiers, el principal opositor de las tesis arrianistas apoyadas en Galia por el obispo de Arlés Saturnino, logró organizar un concilio en París que presidió. Hizo condenar el arrianismo y excomulgó a Saturnino.
Según la tradición, este concilio habría tenido lugar en la capilla de San Clemente, hoy desaparecida, cerca de la actual Iglesia de San Medardo (París).